# Herb Kalmbach
Herbert Warren Kalmbach, né le 19 octobre 1921 à Port Huron au Michigan et mort le 15 septembre 2017 à Newport Beach en Californie, était l'avocat personnel du président des États-Unis Richard Nixon de 1968 à 1973. 
Admis au barreau en 1952, Kalmbach a été le cofondateur de son propre cabinet d'avocat. Il a été l'un des contributeurs de la campagne présidentielle de Nixon en 1960 et de nouveau en 1968. Une fois ce dernier élu, il a décliné le poste de sous-secrétaire au commerce et a préféré devenir l'avocat du Président, ce qui a permis à son cabinet de prospérer et d'obtenir la clientèle de grandes entreprises. Kalmbach a été nommé directeur financier adjoint du Comité pour la réélection du Président. Il a été impliqué, dans cette fonction dans plusieurs affaires de financements électoraux illégaux. Il a géré un fonds secret de 500 000 dollars pour les opérations de sabotage politique de Donald Segretti. Par la suite, lors du scandale du Watergate, Kalmbach a admis devant les enquêteurs avoir illégalement détruit des preuves de contributions financières irrégulières. Il a également été reconnu coupable d'avoir fourni 220 000 dollars à l'« équipe des plombiers » responsables de l'effraction du Watergate au commencement de l'affaire. Condamné à 6 mois de détention et radié du barreau, il a néanmoins récupéré sa licence en 1977. 